# 蓋蒙
蓋蒙（Guymon）位於美國奧克拉荷馬州德克薩斯縣，是該縣的縣治，也是俄克拉荷馬狹地最大的城市，共有人口12,965人。